# Vivian Reed
Vivian Reed (17 de abril de 1894 - 19 de julho de 1989) foi uma atriz de cinema estadunidense da era do cinema mudo, que atuou em 39 filmes entre 1914 e 1938.

## Biografia
Nasceu em Pittsburgh, Pensilvânia. Seu primeiro filme, em 1914, foi The Patchwork Girl of Oz, pela Oz Film Manufacturing Company, onde aparecia no logo da Princesa Ozma.
Atuou em estúdios como a Selig Polyscope Company, em filmes como o curta-metragem Perils of the Jungle (1915) e Ingratitude of Liz Taylor (1915). Um de seus filmes, The Lad and the Lion (1917),[carece de fontes?] foi a primeira adaptação do livro de Edgar Rice Burroughs, feito pela Selig, antecipando os filmes sobre Tarzan, filme esse que se perdeu.

## Vida pessoal e morte
Reed casou com o cineasta Alfred E. Green e tiveram três filhos – Douglas Green, Hilton A. Green e Marshall Green – e todos se tornaram assistentes de direção.
Reed morreu em Woodland Hills, Los Angeles, Califórnia, em 1989, aos 95 anos, e está sepultada no Forest Lawn Memorial Park, em Glendale.[carece de fontes?]

## Filmografia parcial

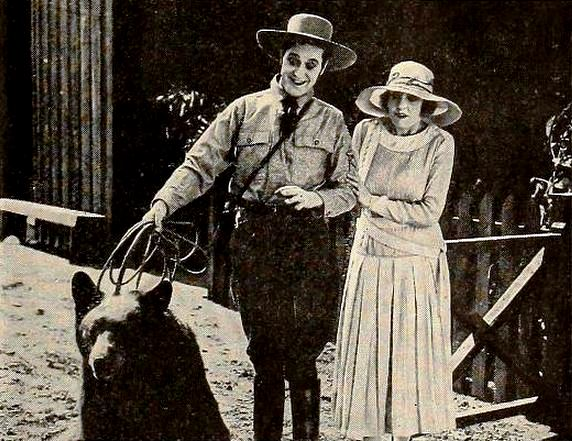
Cena do filme It's a Bear (1919), com Taylor Holmes e Vivian Reed

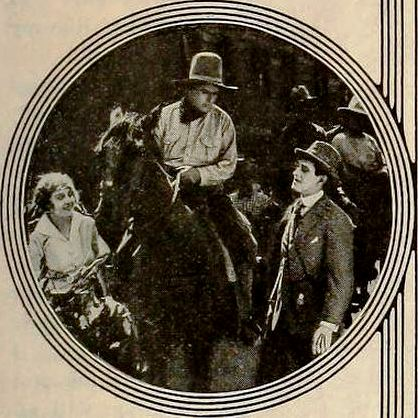
It's a Bear (1919) com Vivian Reed, Howard Davies e Taylor Holmes

| Ano  | Filme                            | Papel                        |
| ---- | -------------------------------- | ---------------------------- |
| 1914 | The Patchwork Girl of Oz         | Princesa Ozma                |
| 1914 | The Magic Cloak of Oz            | Quavo                        |
| 1914 | His Majesty, the Scarecrow of Oz | Princesa Gloria              |
| 1914 | The Last Egyptian                | Aneth Consinor               |
| 1915 | The Eternal Feminine             | Helen Foster                 |
| 1915 | Ingratitude of Liz Taylor        | Liz Taylor                   |
| 1915 | Perils of the Jungle             | Annette                      |
| 1917 | The Lad and the Lion             | Nakula                       |
| 1917 | Bull's Eye                       | Cora Clayton                 |
| 1918 | The Guilty Man                   | Marie Dubois                 |
| 1919 | It's a Bear                      | Professora                   |
| 1938 | Vivacious Lady                   | Papel pequeno, não creditado |